# 龍笛

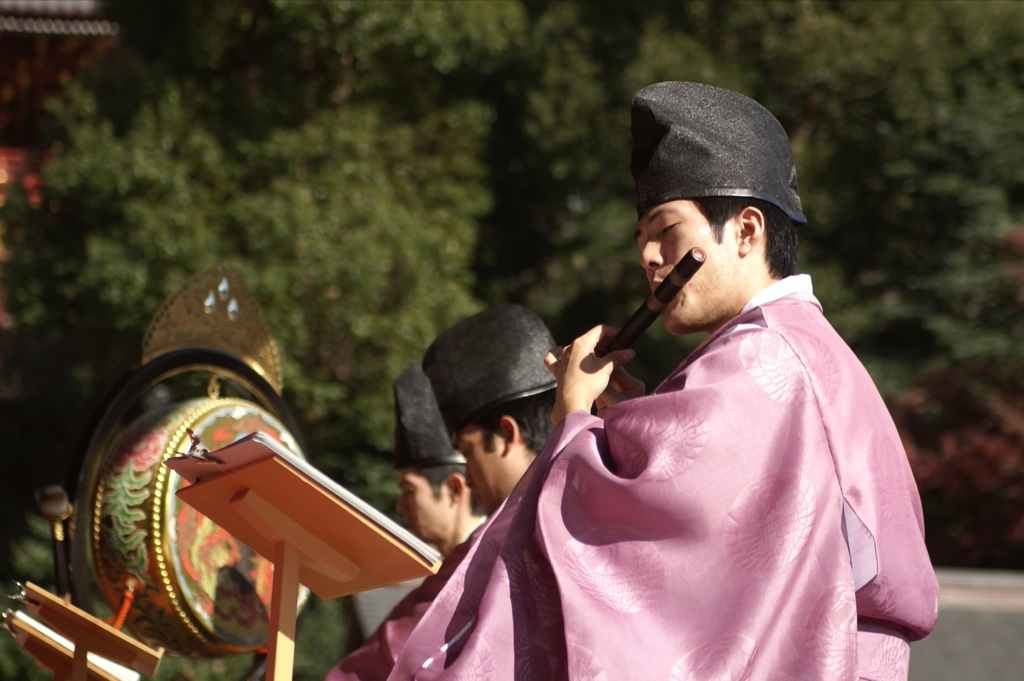
龍笛奏者（神奈川県鎌倉市）

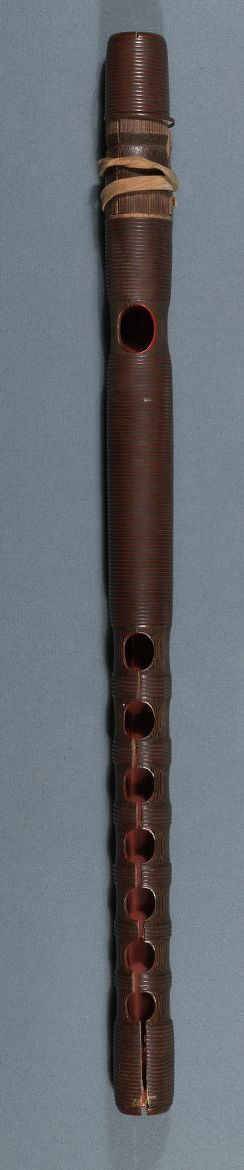
龍笛

龍笛（りゅうてき、竜笛）とは、雅楽で使う管楽器の一つで、横笛（おうてき、おうじょう）とも呼ばれる。吹き物。

## 概要
龍笛は篠竹の管で作られ、表側に「歌口（うたぐち）」と7つの「指孔（ゆびあな）」を持つ横笛であり、能管、篠笛など和楽器の横笛全般の原型・先祖であるとも考えられている。現在では入門用にABS樹脂でできた物（通称「プラ管」）も存在する。更に、ABS樹脂製より高価で、竹製より安価な花梨製の物も作られている。
雅楽の楽器の中では広い2オクターブの音域(古典曲で使用する範囲は、平調(E5)〜壱越(D7))をもち、低い音から高い音の間を縦横無尽に駆け抜けるその音色は「舞い立ち昇る龍の鳴き声」と例えられ、それが名前の由来となっている。同じ運指（指使い）であっても、息の吹き方によって、低音である和（フクラ）と高音である責（セメ）とに吹き分ける事ができる。また、竹製の「本管」は竹の種類や使用年数などで、別の龍笛と音階がズレる事も多い（元々龍笛自体が絶対的な音階で作られたものではない）。
音量を高めるために、管の中に鉛を入れたり、外側を樺や籐で巻いたりするなど意匠が凝らされている。
奈良時代の楽人、尾張浜主が龍笛を広めたといわれ、「笛之楽祖」と称えられる。
龍笛は古くから貴族や武将に好まれ、堀河天皇や源義経、源博雅（みなもとのひろまさ）などの、龍笛にまつわるエピソードはいくつも伝えられている。また、清少納言も『枕草子』の中で、「楽器の中では、笛がとても良い」と書いている。
合奏では、主旋律を篳篥が担当し、龍笛はその音域の広さを活かし、主旋律に絡み合うように演奏する。また通常、楽曲の最初の部分は龍笛のソロ演奏となっている。このソロ演奏は、その楽曲の龍笛パートのリーダー（音頭（おんど）、または主管とも呼ぶ）が担当する。
雅楽における龍笛の楽譜は、唱歌がカタカナで書いてあり、その左側に小さく書かれている漢字が運指を表す。龍笛の唱歌の旋律は篳篥の旋律に近い。
龍笛は唐楽をはじめ、催馬楽・朗詠などでも用いられる。雅楽の横笛には龍笛のほか、神楽で用いられる神楽笛と、高麗楽などで用いられる高麗笛があるが、前者は龍笛より全音（長2度）低く、後者は龍笛より全音（長2度）高い音域を持つ。
横笛の起源は一説では中央アジアが発祥といわれており、これがシルクロードを経て中国に伝わり龍笛となり、日本に伝来されたといわれている。龍笛がシルクロードを経て、ヨーロッパでフルートになったという説もあるが、フルートの起源は諸説あり、真偽のほどは定かではない。

## 製作方法
1. 笛材には篠竹を用い、頭部には真竹など節の太い竹を用いる[1]。両者を接いで成形する[1]。
2. 物差（ぶさし）に従って、孔を開ける[1]。その後、管の内側と外側に砥の粉などを混ぜた漆や朱漆を塗り重ねる[1]。指孔や歌口の部分は竹材の外皮を削る（「谷グリ」）[1]。竹の繊維を掻き取って筋をつける（「猫掻キ」）場合もある[1]。
3. 笛全体にふくらみをつけるため、節・歌口・指孔以外に薄い杉製のヘギ板や和紙を巻き、下地を作る[1]。指孔の間は麻糸を巻いて下地とする場合もある[1]。制作時期が古いものでは、この部分に溝を作って糸を巻く方法もあった[1]。
4. セミを意匠化したものを頭部にはめこむ[1]。
5. 紐状にした樺桜を巻き、黒漆を塗布する[1]。演奏する際のバランスを取るため、頭部に鉛の錘を入れる[1]。頭部先端に錦の裂でくるんだ木栓を詰める[1]。

## 指孔名（譜字）と音程
龍笛の指孔は、吹き口に近い順に「六」「中」「夕」「丄」「五」「〒」「ン」と名付けられている。運指の形もそれぞれの孔名と同じ名称を用いるが、その場合は孔名の指孔を開け、その直前までの指孔を閉じた形を基本とするが、「丅」など孔名にない運指もある。
| 名称     | 口    | ン    | 〒   | 五     | 丄     | 夕     | 中     | 丅     | 六   |
| 読み     | く    | じ    | かん | ご     | じょう | しゃく | ちゅう | げ     | ろく |
| 和の音程 | (C#5) | (D#5) | E5   | F5-F#5 | G5     | A5     | B5     | C6-C#6 | D6   |
| 責の音程 | (C#6) | (D#6) | E6   | F6-F#6 | G6     | A6     | B6     | C7-C#7 | D7   |

このうち全ての指孔を閉じた形である「口」と「ン」は実際の曲（少なくとも現行の古典曲）では用いられない。また、責より高い3オクターブ目の音も構造上は多少出すことができるが、これも古典曲では用いられない。実際にはここに掲げた音程の他、指孔半開や吹き方による調整によってG#やA#等の音を出すこともできる。
神楽笛と高麗笛には「ン」に相当する指孔がない。